# Stand by Me Doraemon
Stand by Me Doraemon (STAND BY ME ドラえもん) é um filme 3D computadorizado japonês de anime de 2014.  O filme foi dirigido por Takashi Yamazaki e Ryūichi Yagi e lançado dia 8 de agosto de 2014 nos cinemas japoneses. O filme é uma adaptação livre dos primeiros sete volumes do mangá e o trigésimo quinto filme baseado na franquia Doraemon criada por Fujiko Fujio.

## Enredo
Nobita Nobi está no quarto ano e recebe sempre notas fracas nas matérias, devido à sua preguiça e é sempre sendo zoado pelos seus colegas de turma Suneo Honekawa e Takeshi "Gigante" Goda. O seu tetra-neto do século XXII (2136), Sewashi, que assiste o Nobita todos os dias, viaja para a linha do tempo do Nobita, trazendo o seu gato cósmico Doraemon. Sewashi revela que se Nobita manter a sua perguiça, ele terá um futuro desastroso: casará com a irmã do Gigante, a Jaiko, terá a sua empresa privada incendiada, e vai á falência. Para mudar isso, ele ordena que Doraemon ajude Nobita, modificando o nariz de Doraemon para impedi-lo de voltar para o futuro, a menos que Nobita tenha um futuro melhor.
Doraemon usa suas invenções para ajudar Nobita. Embora Doraemon alerta o Nobita para ele não ser muito dependente dos seus aparelhos, Nobita pergunta para o Doraemon se pode ajudá-lo a conquistar sua amada Shizuka Minamoto e Doraemon revela que Nobita vai ter de casar com ela, se o seu futuro for corrigido. No entanto, todos os seus esforços acabam fazendo que Shizuka aproximasse mais do estudante Hidetoshi Dekisugi. A tentativa de Nobita ser igual a Dekisugi vai ficando mais difícil e fútil e ele decide deixar de conquistar Shizuka para fazê-la mais feliz. Shizuka achando que Nobita ia cometer suicídio, vai até a casa dele e atira repelente na poção do Nobita. E Doraemon revela que foi o primeiro passo na crescente relação de Nobita e Shizuka para, eventualmente, se tornarem num casal.
Ao ver o seu eu mais velho rejeitar o convite de Shizuka a uma escalada de montanha, Nobita disfarça-se como seu eu mais velho para ajudar Shizuka. Os seus esforços para ajudar Shizuka fazem mais mal a si mesmo, mas isso faz com que Shizuka sinta que ela tenha que acompanhar Nobita a dizer "sim" antes de desmaiar de frio. Forçando-se a recordar o momento, os dois são resgatados pelo Nobita mais velho que recordou a memória. Nobita aprende com seu eu mais velho que Shizuka estava respondendo a proposta de se casar com ele, o que significa que os dois vão se casar de facto. Depois de ouvir que o pai de Shizuka também aceitou ele como marido de sua filha, Nobita e Doraemon voltam para a linha do tempo presente.
Como o futuro de Nobita mudou para melhor, a programação do Doraemon ordena-lhe para voltar para o futuro em 48 horas. Notando que o Doraemon tem um tempo difícil de sair devido a sua preocupação com Nobita, Nobita confronta e tem uma luta brutal com o Gigante para provar que ele é capaz de se defender sem Doraemon. Vendo que Nobita se recusa a desistir, o Gigante perde, e com Doraemon em lágrimas leva-o para casa antes de sair em paz no dia seguinte. Durante o Primeiro de Abril, Nobita é enganado pelo Gigante que tinha dito que Doraemon voltou. Na raiva, ele bebe uma solução que Doraemon deu a ele que transforma todas as mentiras em verdade e vice-versa. Finalizando a sua vingança contra o Suneo e contra o Gigante, Nobita volta para casa, lamentando que o Doraemon nunca irá voltar. Mas por surpresa, Doraemon regressa de repente porque o Nobita disse que Doraemon nunca iria voltar, ainda com os efeitos da poção, sendo uma mentira. Os dois abraçam e gritam de alegria.

## Elenco
| Personagem                     | Japão                                   | Portugal         |
| ------------------------------ | --------------------------------------- | ---------------- |
| Doraemon                       | Wasabi Mizuta                           | Raquel Ferreira  |
| Nobita Nobi / Noby             | Megumi Ōhara Satoshi Tsumabuki (adulto) | Helena Mota      |
| Shizuka Minamoto / Sue         | Yumi Kakazu                             | Bárbara Lourenço |
| Suneo Honekawa / Sneech        | Tomokazu Seki                           | Sérgio Calvinho  |
| Takeshi "Gian" Goda / Big G    | Subaru Kimura                           | Quimbé           |
| Sewashi / Soby                 | Sachi Matsumoto                         | Helena Mota      |
| Jaiko / Little G               | Vanilla Yamazaki                        | Micaela Ferreira |
| Hidetoshi Dekisugi / Ace Goody | Shihoko Hagino                          | Micaela Ferreira |
| Professor / Sr. S              | Wataru Takagi                           | Sérgio Calvinho  |
| Tamako Nobi / Tammy            | Kotono Mitsuishi                        | Micaela Ferreira |
| Nobisuke Nobi / Toby           | Yasunori Matsumoto                      | Sérgio Calvinho  |
| Mãe do Gigante / Big G         | Miyako Takeuchi                         | Bárbara Lourenço |
| Yoshio Minamoto                | Aruno Tahara                            | Sérgio Calvinho  |

## Música
- Himawari no Yakusoku (ひまわりの約束, lit. "Promessa de Girassol") cantada por Motohiro Hata no (Japão).
- Stand by Me cantada por  Fiver (na Espanha e nos Estados Unidos).

## Lançamento
O filme foi lançado no Japão dia 8 de agosto de 2014.
Na Itália, estreou em 6 de novembro de 2014 (sob o título de Doraemon - Il film).
Na Indonésia e Singapura, estreou em 18 de dezembro de 2014.
Na Espanha, estreou  em 19 de dezembro de 2014.
Na Tailândia, estreou em 31 de dezembro de 2014.
Em Hong Kong, estreou em 5 de fevereiro de 2015 (sob o título de Doraemon 3D: Stand by Me).
Em Portugal, estreou a 24 de fevereiro de 2018 no Cartoon Nework.
O filme será lançado em Blu-ray na edição deluxe e normal e em DVD pela Pony Canyon em 18 de fevereiro de 2015.